# Plecoptera poderis
Plecoptera poderis är en fjärilsart som beskrevs av Hans Daniel Johan Wallengren 1863. Plecoptera poderis ingår i släktet Plecoptera och familjen nattflyn. Inga underarter finns listade i Catalogue of Life.